# Canton d'Aspres-sur-Buëch
Le canton d'Aspres-sur-Buëch est une ancienne division administrative française située dans le département des Hautes-Alpes et la région Provence-Alpes-Côte d'Azur.

## Géographie
Ce canton était organisé autour d'Aspres-sur-Buëch dans l'arrondissement de Gap. Son altitude variait de 696 m (Aspremont) à 2 365 m (Saint-Julien-en-Beauchêne) pour une altitude moyenne de 859 m.

## Histoire
Le canton s'appelait Aspres-lès-Veynes avant 1900.
À la suite d'un décret du 20 février 2014, le canton va fusionner avec celui de Serres, fin mars 2015, après les élections départementales de 2015.

## Représentation

### Conseillers généraux de 1833 à 2015
| Période | Période      | Identité                                   | Étiquette     | Qualité                                                                                            |
| ------- | ------------ | ------------------------------------------ | ------------- | -------------------------------------------------------------------------------------------------- |
| 1833    | 1845 (décès) | Etienne Augustin Lachau (1759-1845)        |               | Notaire, maire d'Aspres-lès-Veynes                                                                 |
| 1845    | 1883         | Antoine Reymond Lachau (fils du précédent) | Indépendant   | Notaire, maire d'Aspres-lès-Veynes                                                                 |
| 1883    | 1906 (décès) | Eugène Martin                              | Gauche        | Avocat à Gap                                                                                       |
| 1906    | 1919         | Achille Goudet                             | Rad.          | Industriel à Gap                                                                                   |
| 1919    | 1940         | Lucien Pellevoizin (1868-1958)             | Rad.          | Industriel Ancien Président du Tribunal de Commerce de Gap Maire d'Aspremont                       |
|         |              |                                            |               | |
| 1942    | 1945         | Joseph Oddou                               |               | Maire de Montbrand Nommé conseiller départemental en 1942                                          |
|         |              |                                            |               | |
| 1945    | 1958         | Joseph Oddou                               | Rad. puis DVD | Négociant, maire de La Faurie                                                                      |
| 1958    | 1970         | Joseph Richaud                             | UNR puis UDR  | Industriel (minotier à Gap) Maire d'Aspremont                                                      |
| 1970    | 1975 (décès) | Henri Didier (1916-1975)                   | DVG puis MRG  | |
| 1976    | 1982         | Jacques Villard                            | UDF-CDS       | Notaire à Aspres-sur-Buëch                                                                         |
| 1982    | 1988         | René Blanc                                 | app. UDF-CDS  | Maire d'Aspres-sur-Buëch                                                                           |
| 1988    | 2001         | Jean-Claude Fagès                          | PS            | Responsable des urgences internationales à la Fondation de France Maire de Saint-Pierre-d'Argençon |
| 2001    | 2015         | Jean-Luc Lombard                           | DVD           | Transporteur à Aspres-sur-Buëch                                                                    |

### Conseillers d'arrondissement (de 1833 à 1940)
| Période                                  | Période | Identité                 | Étiquette   | Qualité |
| ---------------------------------------- | ------- | ------------------------ | ----------- | --- |
| 1833                                     | 1848    | Jacques Alexandre Morgan |             | Notaire à La Faurie                                                                                         |
|                                          |         |                          |             | |
| 1886                                     | 1904    | Jean-Victor Mourre       | Républicain | Maire d'Aspres-lès-Veynes                                                                                   |
| 1904                                     | 1907    | M. Dousselin             |             | |
| 1907                                     | 1913    | Jean-Victor Mourre       | Républicain | Maire d'Aspres-lès-Veynes                                                                                   |
| 1913                                     |         | M. Malaterre fils        | Radical     | Hôtelier, conseiller municipal d'Aspres-sur-Buëch                                                           |
|                                          |         |                          |             | |
| 1931                                     | 1940    | M. Garagnon              | SFIO        | |
| 1940                                     |         |                          |             | Les conseils d'arrondissement ont été suspendus par la loi du 12 octobre 1940 et n'ont jamais été réactivés |
| Les données manquantes sont à compléter. |         |                          |             | |

## Composition
Le canton d'Aspres-sur-Buëch regroupait huit communes:
| Nom                          | Code Insee | Intercommunalité | Superficie (km2) | Population (dernière pop. légale) | Densité (hab./km2) |
| ---------------------------- | ---------- | ---------------- | ---------------- | --------------------------------- | ------------------ |
| Aspres-sur-Buëch (chef-lieu) | 05010      | CC Buëch Dévoluy | 42,65            | 830 (2014)                        | 19                 |
| Aspremont                    | 05008      | CC Buëch Dévoluy | 18,52            | 332 (2014)                        | 18                 |
| La Beaume                    | 05019      | CC Buëch Dévoluy | 29,64            | 155 (2014)                        | 5,2                |
| La Faurie                    | 05055      | CC Buëch Dévoluy | 31,44            | 308 (2014)                        | 9,8                |
| La Haute-Beaume              | 05066      | CC Buëch Dévoluy | 7,13             | 9 (2014)                          | 1,3                |
| Montbrand                    | 05080      | CC Buëch Dévoluy | 25,03            | 66 (2014)                         | 2,6                |
| Saint-Julien-en-Beauchêne    | 05146      | CC Buëch Dévoluy | 59,43            | 124 (2014)                        | 2,1                |
| Saint-Pierre-d'Argençon      | 05154      | CC Buëch Dévoluy | 18,81            | 157 (2014)                        | 8,3                |

## Démographie
| 1962  | 1968  | 1975  | 1982  | 1990  | 1999  | 2006  | 2011  | 2012  |
| ----- | ----- | ----- | ----- | ----- | ----- | ----- | ----- | ----- |
| 1 857 | 1 740 | 1 568 | 1 634 | 1 648 | 1 703 | 1 825 | 1 991 | 1 976 |